# Peruwa

Mapa hetyckiej Anatolii z położeniem miast Kussara (przypuszczalne), Nesa (Kanesh) i Ankuwa

Peruwa, Peruwa-Kammalija – syn Anitty i wnuk Pithany, anatolijskich królów miast Kussara i Nesa (koniec XIX - początek XVIII wieku p.n.e.).
Jego imię wymieniane jest, obok imienia jego ojca, w staroasyryjskich dokumentach pochodzących z miast Ankuwa i Nesa (w tekstach z Ankuwy występuje on pod imieniem Peruwa, natomiast w tekstach z Nesy pod imieniem Peruwa-Kammalija). We wszystkich tych dokumentach Anitta zwany jest „władcą” (akad. rubā'um) lub „wielkim władcą” (akad. rubā'um rabium), natomiast Peruwa nosi używany przez następców tronu tytuł „zarządcy schodów” (akad. rabi simmiltim). Ponieważ w żadnym z zachowanych tekstów Peruwa nie występuje samodzielnie jako władca, istnieją wątpliwości co do tego, czy udało mu się przejąć władzę po ojcu. Jakkolwiek było, wydaje się, iż dynastia Pithany zakończyła się na Peruwie, gdyż jako następnego znanego króla Nesy teksty staroasyryjskie wymieniają obcego władcę o imieniu Zuzu, noszącego tytuł „wielkiego króla Alahziny”.